# Urbain Le Verrier
Urbain Jean Joseph Le Verrier (phát âm tiếng Pháp: [yʁbɛ̃ ʒɑ̃ ʒɔzɛf lə vɛʁje], 11 tháng 3 năm 1811 - 23 tháng 9 năm 1877) là nhà thiên văn học người Pháp. Ông là một trong hai người phát hiện Hải Vương tinh (người kia là John Couch Adams). Tên của ông được ghi trên tháp Eiffel.

## Cuộc đời và sự nghiệp
Urbain Jean Joseph Le Verrier sinh vào năm 1811 tại Normandy trong một gia đình công chức nhỏ. Ông theo học tại trường Lycée Louis-le-Grand ở Paris và sau đó vào năm 1831 tại Trường Bách khoa Paris và được giữ để nghiên cứu khoa học và giảng dạy ở đó. Ông là người say sưa với việc tính toán chuyển động của các sao chổi và các hành tinh, đặc biệt là Thủy tinh (Mercure). Với những thành tựu đạt được trong nghiên cứu thiên văn học, ông trở thành viện sĩ Viện Hàn lâm Pháp khi đã bước sang tuổi 34. Sau khi tìm ra Hải Vương tinh, ông trở thành Giáo sư Đại học Sorbonne và được Napoléon III trao chức Giám đốc Đài quan sát Paris.
Vào thời kỳ bấy giờ, các nhà thiên văn học tranh luận sôi nổi về điều gì đã làm Sao Thiên Vương không phục tùng theo những định luật về chuyển động của các hành tinh của Johannes Kepler và không chịu chuyển động theo quy luật vạn vật hấp dẫn của Isaac Newton. Cụ thể là vị trí của Sao Thiên Vương trên bầu trời không bao giờ phù hợp với những tiên đoán dựa vào những phép tính của các nhà thiên văn lúc bấy giờ. Nhà khoa học trẻ Le Verrier đã bị cuốn hút bởi bí ẩn này và bắt tay vào nghiên cứu. Một số nhà thiên văn học cùng thời với ông đã dự đoán rằng Sao Thiên Vương đã chịu ảnh hưởng của lực hút từ Sao Mộc (Jupiter) hoặc Sao Thổ (Saturne) nên mới chuyển động như vậy. Le Verrier đã đưa ra một giả thuyết rất táo bạo rằng phải có một thiên thể nào đó chưa được biết tới ở gần Sao Thiên Vương tác động vào nó thì mới có kiểu chuyển động như vậy. Và thế là ông bắt tay vào tính toán suốt hai tuần trời liền với biết bao công thức khác nhau làm người ta chóng mặt nếu họ nhìn vào. Cuối cùng chỉ với các phép toán thuần túy, nhà khoa học Pháp đã xác nhận sự hiện diện của một hành tinh chưa được biết đến từ trước đó. Vào thời bấy giờ, đài Thiên văn Paris không đủ mạnh nên Le Verrier phải nhờ nhà thiên văn học Johann Gottfried Galle, người của Đài Thiên văn Berlin, quan sát vào vị trí mà nhà thiên văn học Pháp chỉ định trên bầu trời. Đó là ngày 23/9/1846, ngày mà Galle vui mừng thấy một hành tinh chưa được biết tên. Hành tinh mới này là Hải Vương tinh. Với thành công này, Le Verrier được mọi người chúc mừng bởi thành công rực rỡ. Cần phải biết rằng việc tìm một hành tinh mới thông qua tính toán là một việc không đơn giản tí nào, bởi nó chỉ có một ít dữ kiện từ những nhiễu loạn nào đó (cụ thể ở trường hợp này là nhiễu loạn trong chuyển động của Thiên Vương tinh) để có thể phỏng đoán và giải quyết vấn đề về sự hiện diện của nó, ngoài ra còn phải biết hành tinh mới này nặng bao nhiêu, quỹ đạo ra sao, khoảng cách tới Mặt Trời như thế nào. Trong khi đó, chỉ cần áp dụng các định luật của Kepler và Newton, người ta cũng dễ dàng tính ra ngày, giờ và tìm ra địa điểm xuất hiện nhật thực và nguyệt thực. Và Le Verrier tìm ra một hành tinh mới chỉ với đầu bút chì!